# Grzech (film 1932)
Grzech (ang. Rain) – amerykański dramat filmowy z 1932 roku w reżyserii Lewisa Milestone'a. Zdjęcia kręcono częściowo w Santa Catalina Island w Kalifornii. W filmie gra Joan Crawford jako prostytutka Sadie Thompson i Walter Huston jako misjonarz, który chce zreformować Sadie, ale którego własna moralność jest pod znakiem zapytania. Crawford została wypożyczona przez MGM do United Artists dla tego filmu.
Fabuła filmu oparta jest na sztuce z 1923 roku Rain napisanej przez Johna Coltona i Clemence Randolpha, którzy oparli swój scenariusz na opowiadaniu Panna Thompson (dopiero później tytuł zmieniono na „Rain”) Somerseta Maughama. Aktorka Jeanne Eagels grała tę rolę na scenie. Inne wersje filmowe opowiadania to niemy film pod tytułem Sadie Thompson z udziałem Glorii Swanson z 1928 roku i film Panna Sadie Thompson z 1953, w którym wystąpiła Rita Hayworth.
W 1960 roku film znalazł się na domenie publicznej w Stanach Zjednoczonych.

## Fabuła
Statek płynie do Apia, Samoa, ale tymczasowo zatrzymuje się w pobliżu Pago Pago ze względu na możliwą epidemię cholery na pokładzie. Wśród pasażerów jest Alfred Davidson, obłudny misjonarz, jego żona i Sadie Thompson, prostytutka. Thompson spędza czas bawiąc się i pijąc z amerykańskimi marines stacjonującymi na wyspie. Sierżant Tim O’Hara, nazywany przez Sadie jako „Handsome”, zakochuje się w niej.
Zachowanie Sadie szybko staje się powodem prób ratowania jej duszy przez Davidsona. Kiedy ona odrzuca jego ofertę, Davidson wpływa na gubernatora, żeby ją deportowano do San Francisco w Kalifornii, gdzie jest poszukiwana za nieokreślone przestępstwa (ona twierdzi, że sfabrykowane). Błaga Davidsona, żeby pozwolił jej pozostać na wyspie jeszcze kilka dni bo planuje ucieczkę do Sydney. Podczas kłótni z Davidsonem, przeżywa nawrócenie religijne i zgadza się na powrót do San Francisco i wypełnienie kary więzienia jaka na nią tam czeka.
Wieczorem przed odjazdem sierżant O’Hara prosi Sadie, żeby go poślubiła - ale ona odmawia. Później, podczas gdy tubylcy grają na bębnach,  Davidson spełnia swoje pożądanie, jakie ma do Sadie. Następnego ranka zostaje znaleziony martwy na plaży - okazuje się, że popełnił samobójstwo. Hipokryzja Davidsona jest powodem tego, że Thompson płynie od Sydney z O’Harą, aby rozpocząć tam nowe życie.

## Obsada
- Fred Howard jako Hodgson
- Ben Hendricks Jr. Griggs
- William Gargan jako sierżant Tim O’Hara
- Mary Shaw jako Ameena
- Guy Kibbee jako Joe Horn
- Kendall Lee jako Mrs Robert MacPhail
- Beulah Bondi jako pani Alfreda Davidson
- Matt Moore jako Dr Robert MacPhail
- Walter Huston jako Alfred Davidson
- Walter Catlett jako kwatermistrz Bates
- Joan Crawford jako Sadie Thompson